# Universität Molise

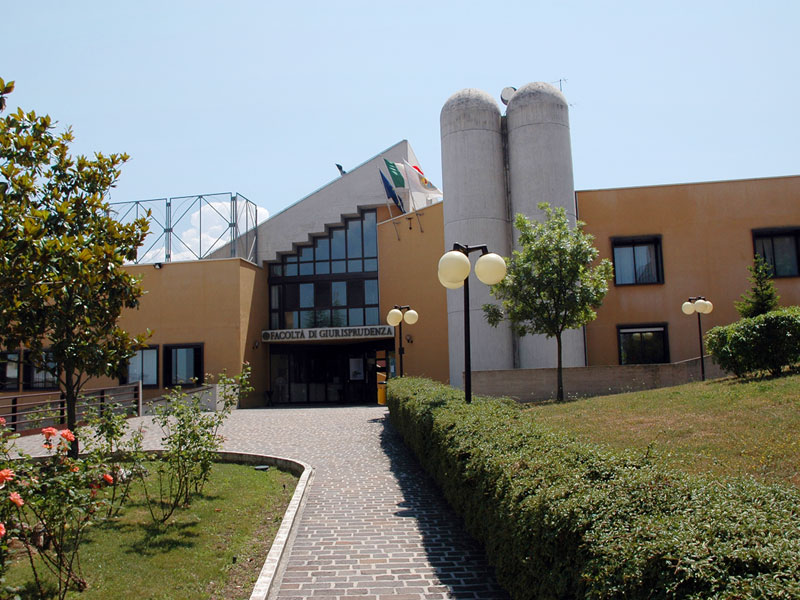
Hauptgebäude der Rechtswissenschaften an der UNIMOL

Die Università degli Studi del Molise, oder auch Università del Molise, kurz Unimol, ist eine 1982 gegründete staatliche Universität mit Hauptsitz im Campobasso und Niederlassungen in Isernia, Pesche und Termoli in der italienischen Region Molise.
Etwa 7000 Studierende sind in 6 verschiedenen dipartimenti – Fachbereichen eingeschrieben.

## Dipartimenti – Fachbereiche
- Agricoltura, ambiente e alimenti – Agrar-, Umwelt- und Lebensmittelwissenschaften
- Bioscienze e territorio – Biowissenschaften und Territorium
- Economia – Wirtschaftswissenschaften
- Giuridico – Rechtswissenschaften
- Medicina e scienze della salute – Medizin und Gesundheitswissenschaften
- Scienze umanistiche, sociali e della formazione – Geistes-, Bildungs- und Sozialwissenschaften

## Rektoren
- Giovanni Palmerio (1983–1985)
- Gianfranco Morra (1985–1986)
- Mario Formisano (1986–1987)
- Pietro Perlingeri (1987–1990)
- Giovanni Palmerio (Juli–Dezember 1990)
- Lucio d’Alessandro (1990–1995)
- Giovanni Cannata (1995–2013)
- Gianmaria Palmieri (2013–2019)
- Luca Brunese (seit 2019)